# Basílica de la Santa Creu (Lecce)
La basílica de la Santa Creu (italià: basilica di Santa Croce) al centre històric de Lecce i n'és una de les esglésies més importants i admirades, però va tenir una construcció agitada.
La primera pedra va ser col·locada el 1353, però l'obra va ser interrompuda gairebé immediatament a causa de la mort del seu mecenes Gualtiero Di Brienne. Les obres es varen reprendre el 1549 a mans dels arquitectes més importants de l'època: Gabriele Riccardi, Giuseppe Zimbalo i Cesare Penna. Es va acabar el 1699 i du damunt signes del pas d'aquest llarg espai de temps. Només cal mirar a la façana principal, que ha combinat elements típics del Renaixement del segle xvi amb exuberants fantasies barroques, tot això en un conjunt arquitectònic harmoniós de gran prestigi per l'art barroc de Salento. Gabriele Riccardi va completar el 1582 el nivell inferior de la façana que està delimitada del següent nivell per un entaulament decorat amb telamons humans i felins. Aquesta part de la façana es caracteritza per la divisió de l'espai per mitjà de sis columnes llises. Pocs anys després, el 1606, Francesco Antonimo Zimbalo va construir la porta principal, amb dos parells de columnes corínties, l'escut d'armes de Felip III de Castella en la part superior, i als constats Maria D'Enghien a l'esquerra i Gualtiero VI de Brienne Duc d'Atenes a la dreta. A les dues portes laterals, d'altra banda, hi ha els escuts d'armes de la Santa Creu i de l'Ordre dels Celestins, el convent del qual flanqueja i perllonga l'església.

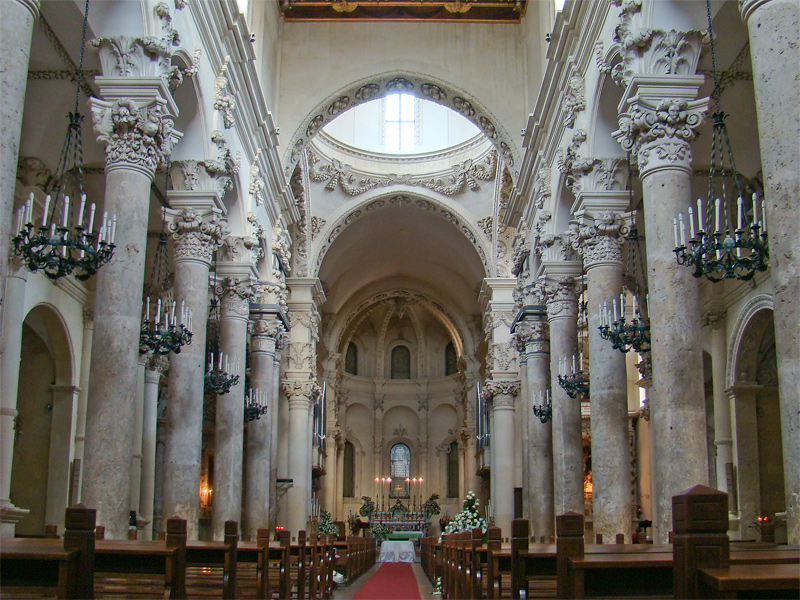
Interior de la basílica de la Santa Croce

Al segon nivell de la façana, just després de l'entaulament, una fila de cariàtides sostenen la balustrada decorada amb tretze querubins abraçats, símbol del poder temporal i espiritual de l'Església Catòlica, mentre que als costats, es poden admirar les estàtues de la Fe i la Caritat. L'element de major valor artístic del nivell superior és el rosetó barroc, un dels més preciós, refinat i elegant de la història de l'art modern. El rosetó, amb fulles d'acant i cercles finament decorats, està emmarcat per dues columnes corínties i flanquejat per nínxols amb estàtues de Sant Benet i Sant Celestí.
A l'interior, la nau central, molt més alta que les laterals, acaba al fons amb una absis i té a la part superior un enteixinat daurat. L'altar major està emmarcat per un majestuós portal amb l'escut d'armes de la família Adorni, que a l'espai de Santa Creu va tenir antany la seva tomba privada.